# Стеничка (игра)
Стеничката е българска детска игра, която се играе с топка, най-често футболна, на стена, ограда или друго подходящо преграждение. За играта на стеничка са нужни поне двама участника. Целта на играта е единият от участниците така да ритне топката в стената, че следващият след него да не може да я пресрещне навреме и от своя страна да я ритне в стената. Подобни игра съществува и в тениса, а същата концепция е използвана и в скуоша. Участниците се подреждат по ред и играят. Първия не успял с удар на топката да удари стената.